# Roger Forster
Roger Forster est un photographe de plateau français, né le 2 juin 1902 à Saint-Maur-des-Fossés et mort le 28 avril 1984 à Magny-en-Vexin.

## Biographie
Roger Forster découvre le cinéma grâce à son grand frère, Maurice, qui exerce le métier d’opérateur (J’accuse, 1919 d’Abel Gance ; Le Miracle des Loups, 1924 de Raymond Bernard, Un soir de bombe, 1934 de Maurice Cammage, etc .), avec lequel il est parfois confondu.
Il est réputé avoir créé l’emploi de « photographe de plateau », activité qu’il exerce dès les années 1920 (Carmen, 1926, de Jacques Feyder, Figaro, 1928/1929, de Gaston Ravel). Il participe après l’apparition du cinéma parlant à plus de 120 longs métrages réalisés par Jean Renoir (On purge bébé en 1931, La Chienne la même année, Les Bas-Fonds en 1936 ; Marc Allégret (Mam’zelle Nitouche en 1931, Les Amours de minuit en 1930, Fanny, 1932, L’Hôtel du libre-échange, 1934, Gribouille, 1937, L’Arlésienne, 1941 et L’Amour est en jeu en 1957 ; Claude Autant-Lara avec Ciboulette (1933), Le Rouge et le Noir (1954) ; Marcel L’Herbier (L’Enfant de l’amour en 1930, Les Hommes nouveaux, 1936, Forfaiture, 1937, La Nuit fantastique, 1941) ; Maurice Tourneur (Maison de danses en 1930), Accusée, levez-vous ! en 1930, Koenigsmark, 1935, Le Patriote, 1938, L’Impasse des deux anges, 1948) ; Raymond Bernard dans J’étais une aventurière (1938) et Le Jugement de Dieu (1949) ; Marcel Carné avec Les Enfants du Paradis (1943) et Les Portes de la nuit (1946) ; Henri Decoin (La Chatte, 1958, La Chatte sort ses griffes, 1959, Le Pavé de Paris, 1960) ; Jean-Pierre Mocky (Un Couple, 1960, Un drôle de Paroissien, 1963, La grande Frousse, 1964, Les Compagnons de la Marguerite, 1966, L’Albatros, 1971) ; Charles Gérard (La Loi des hommes, 1962, A Couteaux tirés, 1963, L’Homme qui trahit la mafia, 1966) ; Pierre Etaix avec Yoyo en 1964, Tant qu’on a la santé en 1965 et Le grand Amour (1968).
Certains metteurs en scène font également appel à lui pour un ou deux films : Jean Grémillon (La petite Lise, 1930), G.-W. Pabst (Don Quichotte, 1932), Pierre Chenal (Les Mutinés de l’Elseneur, 1935), Sacha Guitry (Désiré, 1937), Julien Duvivier (Untel Père et fils, 1940), Marcel Pagnol (La Fille du puisatier, 1940), René Clément (Le Château de verre, 1950), Max Ophüls (Le Plaisir, 1951), Roger Vadim (Sait-on jamais, 1957), Abel Gance (Austerlitz, 1959), Clive Donner (Quoi de neuf Pussy cat ?, 1964).
Roger Forster photographie aussi bien des scènes de film que les à-côté du tournage et exécute, comme photographe de studio, les portraits des acteurs principaux de son époque, de Gaby Morlay à Raimu, Arletty, Pierre Brasseur, Gérard Philippe… Des tirages argentiques sur papier à grain ou papier glacé sont la plupart signés dans l’image ou à la gouache.
À la fin des années 1950 il ne travaille pour aucun réalisateur de la Nouvelle vague mais pour un cinéma plus classique partagé entre des films policiers (Les Salauds vont en enfer de R. Hossein, Le Doulos de J.-P. Melville…), des comédies (Le Cage aux rossignols de Jean Dréville, La Valse de Paris de Marcel Achard…).
Il est un temps le compagnon de Raymond Voinquel, de dix ans son cadet, qu’il a initié au métier de photographe de plateau.
Il achève sa carrière à l’âge de 69 ans, en 1971 avec L’Albatros de Jean-Pierre Mocky, après avoir accompagné les cinéastes français les plus importants de l’entre-deux-guerres. 
Son frère Georges, dit Géo Forster, joue dans la Règle du jeu de Renoir son propre rôle de jeune pianiste dilettante et joyeux. Il le décrit comme un « rat des villes » tandis que lui, véritable « rat des champs », préfère quitter Paris et s’installer vers 1966 à Villers-en-Arthies, canton de Magny-en-Vexin, dans une maison ancienne dotée d’un terrain dont il fera un jardin fleuri qu’il se plaît à photographier en toute saison. C’est là qu’à la fin de sa vie il reçoit une lettre de Bernard Chardère, créateur et directeur de l’Institut Lumière à Lyon, lui demandant, sur les conseils du réalisateur André Heinrich, de raconter, au fil d’entretiens, sa carrière et ses mémoires. Une exposition avait été organisée peu avant pour ses amis Raymond Voinquel et Roger Corbeau et il envisageait de programmer une manifestation sur l’œuvre de Roger Forster. Sa mort quelques mois plus tard mirent fin à ce projet.

## Filmographie partielle
- 1926 : Gribiche de Jacques Feyder
- 1926 : Carmen de Jacques Feyder
- 1927 : Chantage d'Henri Debain
- 1929 : Figaro de Tony Lekain et Gaston Ravel
- 1930 : La Meilleure Bobonne de Marc Allégret
- 1931 : Isolons-nous Gustave de Marc Allégret
- 1931 : Le Blanc et le Noir de Robert Florey
- 1931 : On purge bébé de Jean Renoir
- 1931 : Mam'zelle Nitouche de Marc Allégret
- 1932 : La Chienne de Jean Renoir
- 1932 : Seul de Jean Tarride
- 1933 : Don Quichotte de Georg Wilhelm Pabst
- 1934 : Une nuit de folies de Maurice Cammage
- 1934 : L'Agonie des aigles de Roger Richebé
- 1934 : Le Scandale de Marcel L'Herbier
- 1936 : Opéra de Paris de Claude Lambert
- 1936 : Les Bas-fonds de Jean Renoir
- 1936 : Les Mutinés de l'Elseneur de Pierre Chenal
- 1939 : Jeunes Filles en détresse de Georg Wilhelm Pabst
- 1939 : L'Esclave blanche de Marc Sorkin
- 1940 : La Fille du puisatier de Marcel Pagnol
- 1940 : Un chapeau de paille d'Italie de Maurice Cammage
- 1942 : L'Arlésienne de Marc Allégret
- 1943 : Untel père et fils de Julien Duvivier
- 1945 : Les Enfants du paradis de Marcel Carné
- 1950 : La Valse de Paris de Marcel Achard
- 1951 : Le Château de verre de René Clément
- 1951 : Olivia de Jacqueline Audry
- 1951 : Le Garçon sauvage de Jean Delannoy
- 1952 : Le Plaisir de Max Ophüls
- 1952 : Le Jugement de Dieu de Raymond Bernard
- 1952 : La Caraque blonde de Jacqueline Audry
- 1953 : Mon gosse de père de Léon Mathot
- 1955 : Le Port du désir d'Edmond T. Gréville
- 1955 : Gueule d'ange de Marcel Blistène
- 1957 : Sait-on jamais... de Roger Vadim
- 1958 : Cerf-volant du bout du monde de Roger Pigaut et Wang Kia-yi
- 1958 : Toi, le venin de Robert Hossein
- 1958 : La Chatte d'Henri Decoin
- 1959 : Douze Heures d'horloge de Géza von Radványi
- 1960 : Austerlitz d'Abel Gance
- 1960 : Un couple de Jean-Pierre Mocky
- 1963 : Un drôle de paroissien de Jean-Pierre Mocky
- 1964 : La Cité de l'indicible peur de Jean-Pierre Mocky
- 1965 : Yoyo de Pierre Étaix
- 1966 : Tant qu'on a la santé de Pierre Étaix
- 1966 : Avec la peau des autres de Jacques Deray
- 1967 : Les Compagnons de la marguerite, de Jean-Pierre Mocky
- 1969 : Le Grand Amour de Pierre Étaix
- 1971 : L'Albatros de Jean-Pierre Mocky